# Gaël Angoula
Gaël Angoula (ur. 18 lipca 1982 w Le Havre) – francuski piłkarz występujący na pozycji obrońca. Obecnie jest zawodnikiem klubu Nîmes Olympique.

## Kariera klubowa
| Sezon   | Klub                | Kraj    | Rozgrywki | Mecze | Bramki | Rozgrywki Europy | Mecze | Bramki |
| ------- | ------------------- | ------- | --------- | ----- | ------ | ---------------- | ----- | ------ |
| 2005/06 | FUSC Bois-Guillaume | Francja | CFA       | 32    | 0      | -                | -     | -      |
| 2006/07 | FUSC Bois-Guillaume | Francja | CFA       | 33    | 2      | -                | -     | -      |
| 2007/08 | USL Dunkerque       | Francja | CFA       | 25    | 1      | -                | -     | -      |
| 2008/09 | Pacy-sur-Eure       | Francja | National  | 33    | 1      | -                | -     | -      |
| 2009/10 | Pacy-sur-Eure       | Francja | National  | 33    | 2      | -                | -     | -      |
| 2010/11 | SC Bastia           | Francja | National  | 31    | 0      | -                | -     | -      |
| 2011/12 | SC Bastia           | Francja | Ligue 2   | 29    | 0      | -                | -     | -      |
| 2012/13 | SC Bastia           | Francja | Ligue 1   | 18    | 0      | -                | -     | -      |
| 2013/14 | SCO Angers          | Francja | Ligue 2   | 24    | 1      | -                | -     | -      |
| 2014/15 | SCO Angers          | Francja | Ligue 2   | 33    | 0      | -                | -     | -      |
| 2015/16 | SCO Angers          | Francja | Ligue 2   | 13    | 0      | -                | -     | -      |

Stan na: koniec sezonu 2015/2016

## Życie prywatne
Jego brat, Aldo, również jest piłkarzem.